# アメリカ独立戦争におけるフランス

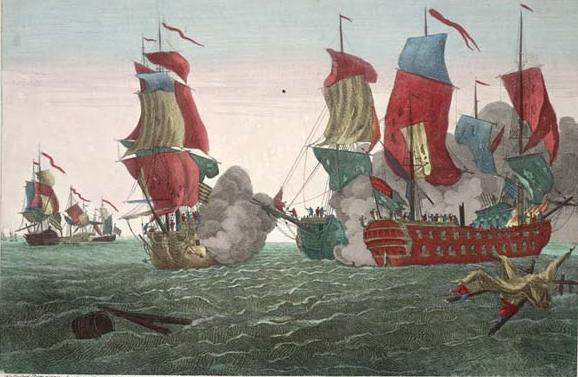
イギリスのフリゲート艦と交戦するフランス-アメリカ連合船隊（1779年9月23日）

アメリカ独立戦争におけるフランス（アメリカどくりつせんそうにおけるフランス）では、アメリカ独立戦争前後のフランス外交の変遷と国内への影響について述べる。
フランスはアメリカ独立戦争（1775年 - 1783年）当時財政的に困難な状況にあったが、この戦争をヨーロッパひいては世界におけるフランスの仇敵であるイギリスを弱体化させる機会として捉えた。植民地の独立は大英帝国に重大な損害を与え、翻ってアメリカ合衆国という新しい力を生むことでフランスは良好な同盟関係を維持できると考えていた。
フランスはもともとカナダを失うことになった1763年の屈辱的なパリ条約に対してイギリスに復讐を目論んだとする歴史家もいるが、Dullは1975年に、フランスの干渉は冷静な計算に基づくものであり、単になるイギリス嫌いによるものでも、カナダ喪失の復讐のためでもないとしている。フランスの参戦は、ヨーロッパ大陸におけるフランス外交の絶望的状況を反映していた。独立戦争はフランスにとって悲惨な失敗であり、アメリカの独立はイギリスを弱らせることにはならなかった。サラトガの戦いはフランス参戦のきっかけを作っただけであり、外交方針は既に決していた。同盟に加わったスペイン海軍の存在も軍事的な主導力を維持していくために重要であった。フランスは和平については悲観的であったが、決してアメリカを裏切らなかった。フランス政府は負債のやりくりで悲鳴を上げていたうえに、独立戦争がフランスの政治的また社会的秩序を粉々にする力を解き放つ直接の機会（フランス革命）を提供した。
フランスは1778年に参戦し、イギリスからの独立を求めるアメリカの勝利を助けた（実際には1783年のパリ条約で実現された）。フランスの近代戦力としての位置付けが確認され、復讐の思いも満足されたが、戦争は国の財政には有害であった。フランスの都市は直接の破壊を免れたとしても、1781年のヨークタウン包囲戦のような決定的な勝利を含むイギリス軍に対する戦争は大きな軍費（10億リーブル）を必要とした。これが脆弱だった財政をさらに悪化させ、赤字が増えた。さらに悪いことに、新興のアメリカ合衆国が貿易上の一番の相手国となるという目論見が実現しなかった。イギリスがアメリカ合衆国を主要貿易国としてしまった。戦前のイギリスとアメリカの交易形態がほとんどそのまま残り、アメリカの交易は大英帝国の範囲内に留まっていた。独立戦争にフランスが参戦したということの認識は、主にロシャンボー伯爵やラファイエット侯爵のような軍人の英雄を称えることで示された。アメリカ合衆国内にあったフランスの元の領土（ヌーベルフランス）を取り返せるという望みも叶わなかった。
フランスの国体としての脆弱化と、絶対王政に対する実現可能な代替体制の見通しができてきたこと、これらはアメリカ独立戦争がフランス革命に影響した大きな要因である。

## フランスの外交的立場
ルイ16世は外交政策担当官にヴェルジェンヌを指名した。ヴェルジェンヌは、七年戦争の後はイギリスへ報復したいという想いがあり、この想いを前任者のショワズールと共有していた。ヴェルジェンヌはヨーロッパでは慎重な政策を主導し、東のプロイセンやオーストリアとの平衡状態を保っていた。特にボヘミア継承戦争では参戦しなかった。ヴェルジェンヌはフランス海軍の戦力をイギリス海軍に見合うものにし、アメリカでの緊張事態を見守っていた。
1756年にルイ15世が結んだフランス＝オーストリア同盟が、1770年のルイ16世とオーストリアのマリー・アントワネットとの婚儀で再確認された。一方、スペインとの同君連合によって大陸ヨーロッパの支配構造ができあがっていた。ルイ16世とマリー・アントワネットの結婚は、長く続いたブルボン朝とハプスブルク朝との敵対関係を、表面上だけでも終わりにしていた。

## フランスの意図
フランスの特権階級は1763年のパリ条約以来復讐を夢見ていた。これをスコットランドから追放されたジャコバイトが植民地に渡って大いに支持していた。条約の中身は負けた側の立場から見れば穏やかなものであった。フランスは実入りが良い領土の大半、例えば砂糖を生産するサン・ドマングの領有を続けていた。フランス＝スペイン＝オーストリアの同盟軍がイギリス海軍を敗ったとしても、その戦費は莫大なものになり、各国はできるだけ速く終息することを求めることになった。それゆえにパリ条約は締結されたが、フランスにとってはイギリスに復讐し、決着の付いていない戦争をはっきりと終わらせたいという強い願望が残った。
ショワズールは1763年以前から、攻撃速度、艦船の数、および敵国の商船を襲う戦略がより重要になるという新しい戦争の形を予測し、海軍の近代化を始めていた。フランスは快速で操作性の良い小さな艦船を増やして、その艦隊を海賊化していた。さらに装備を近代化し、およそ30万人にまで増強した軍隊に訓練を施した。ルイ16世はこの近代化の達成に相当量の資金をつぎ込んだ。艦隊は1762年の規模を最小として、その後軍艦を67隻、フリゲートを37隻増強した。

## アメリカにおける紛争の火種
七年戦争の後、イギリスはその経済事情から植民地における交易をより厳密に支配する方向に進んでいた。税率が上げられ、交易は排他的になり、イギリス駐留軍を維持するために特別の課税を植民地に求めた。植民地人は「代表なくして課税なし」という法を楯に抗ったが、税金は押しつけられ一連の摩擦を呼ぶことになった。
抗争の中でも良く知られた事件は1773年のボストン茶会事件である。イギリス政府が苦況に喘ぐ東インド会社を救うためにアメリカ植民地における紅茶販売の独占化を図ったが、植民地人はこれを拒み、ボストン港に停泊する船から相当量の紅茶を海に投げ捨てたものである。イギリスが報復のためにボストン港を封鎖したので、ボストン市民の見方が急速に硬化した。植民地人による第一次大陸会議が開催され、武装民兵組織や新しい行政府が作られた。1776年7月4日、アメリカ合衆国は植民地の連合とイギリスからの独立を宣言したが、まださらにその力を強化していく必要があった。
強力なイギリス軍に対して、13植民地は武器も頼る友邦も無かったので、自然とフランスに顔を向けた。ベンジャミン・フランクリンとの交渉により、フランスは紛争そのものには関心を持っていなかったが、反乱軍に関与を始め、1778年2月からは開戦に踏み切った。この時はまだイギリス海軍にフランス1国で対抗しなければならなかった。

## フランス世論における参戦容認とその周囲
13植民地の独立宣言に続いて、アメリカの反乱はフランスの民衆にも特権階級にも好意的に受け入れられた。革命はイギリスの専制に対する啓蒙思想の具現化として認識された。1776年12月にベンジャミン・フランクリンがフランスに派遣されその支持を訴えると、民衆に熱狂をもって迎え入れられ、多くのフランス人はアメリカの反乱を支援するために立ち上がり、自由と近代化の理想に燃えたランファンやラファイエットのような者達が1776年に志願兵となった。
フランス政府の反応はやや冷ややかであった。ルイ16世は植民地を救援したかったが、財政状態の故にボーマルシェを通じて隠密の援助をするに留まった。ヴェルジェンヌはフランスの参戦に賛成であり、商業的および外交的な利益の可能性も示唆していた。この状況はフランスの分析によるものであり、同盟国（スペインとオーストリア）には少なくとも中立の保証を求めていた。
外交、財政、軍事および経済を担当する指導者層はむしろ懐疑的であった。フランス海軍はまだ十分ではなくそのような戦争に対する備えはできていなかった。経済の状態は不況のままであり、国家の財政はテュルゴーや後にネッケルによって赤字状態を宣告されていた。外交畑の者はヴェルジェンヌやルイ16世ほど熱心ではなく、フランスがこの問題ではヨーロッパの中で特殊であり孤立していることを強調していた。当時の平和と経済的な繁栄の上に立って、復讐の念と自由の理想を小さくさせていた。

## 援助か開戦かの議論
1776年に始まった秘密の武器販売によって、フランスは私的に戦争に関与し始めた。ルイ16世とヴェルジェンヌが隠密にボーマルシェに会って、ポルトガルの会社「ロドリク・ホルタレス・エ・コンパニー」という隠れ蓑を使って百万ポンド近い武器弾薬を売る許可を与えた。フランスの援助はジョージ・ワシントン将軍がイギリスの猛攻撃に耐える要因となった。フランスが誂えたアメリカのフリゲートはイギリスの商船に対する海賊行為を行って、寄金にしろ貸し金にしろ経済的な援助の役割を果たし、軍事戦略家の「休暇」を利用してアメリカの軍隊支援を認めるような技術的支援もあった。
アメリカの「反乱軍」によって指名されたサイラス・ディーンはイギリスに敵対心を抱くフランス人に助けられ、非公式の援助を勝ち取った。しかし、目標はフランスの全面的な参戦であった。フランクリン、ディーンおよびアーサー・リーによる代表団がヨーロッパ各国の関与を求めるロビー活動を行った。代表団は13植民地とフランス、スペインの同盟によってイギリスを早期に打ち破ることができると主張したが、ヴェルジェンヌは個人的な願望にも拘わらず、この提案を拒否した。フランクリンはフランスがヌーベルフランスを要求できると訴えた。1777年7月23日、ヴェルジェンヌは植民地を全面的に支援するかその考えを捨てるかの議論を要求した。
1777年の終わりに国際関係が緊張していたとき、オーストリアがプロイセンに対するバイエルン継承戦争でフランスの支援を求めてきたが、フランスは拒否し、オーストリアとの関係は気まずいものになった。この状況ではフランスがイギリスに対する戦争でオーストリアに支援を求めることは不可能になった。スペインに対する働きかけも失敗に終わった。スペインにとっては得るものがなく、革命精神の広がりがラテンアメリカの植民地でのスペイン王室の正当性に対する脅威となりつつあったからである。

## フランスの参戦
イギリス軍はフィラデルフィアを抑えていたが、サラトガの戦いにおける大陸軍の勝利はフランスの愛国者や熱狂的支持者に希望を取り戻させた。イギリス軍のバーゴイン将軍の軍隊が敗れ、フランスは13植民地が勝つかもしれないと想うようになり、植民地に対する表だった援助を行うことを決めた。同盟国のスペインはなお懐疑的であった。ヴェルジェンヌとルイ16世は、アメリカの代表団、フランクリン、ディーンおよびアーサー・リーを通じてアメリカとの同盟に対する関心が上がってくるという仮定に立っていた。イギリスとフランスの間の同盟は1763年に無理矢理押しつけられたものであり、外交危機に突入した。参戦世論は評判が上がりつつあったラファイエットのような人気のある支持者からの恩恵を得ていた。さらに復讐の念が表に出てきた。
1778年2月6日、ヴェルジェンヌとルイ16世はベンジャミン・フランクリンと友好条約に調印し、13植民地と正式に同盟を結ぶことを決めた。フランスは13植民地が自立した状態にあることを認識し、双方とも勝手に休戦しないこと、および植民地はアメリカにおけるフランスの権益を守ることで合意した。戦闘はアンティル諸島で開始された。
フランスが参戦すると、イギリスはフランス艦隊を自国の海域に止めておくよう画策した。イギリス海峡におけるウェサン島の海戦は決着が着かなかった。2つの艦隊は結果的に引き上げた。イングランドに4万名の部隊を上陸させる作戦が練られたが兵站の問題で捨てられた。ヨーロッパ大陸では、オーストリアとの同盟で守られており、アメリカ独立戦争に参戦しなかったとしても、外交的な支持は得られていた。
ヨーロッパの他の国は武装中立同盟をつくり、参戦を拒んでいた。フランスが単独でイギリス艦隊に対抗するのを見て、1780年にオランダがフランス側に付くことを決めた。スペインは1779年に支持を表明していた。イギリスは困難な立場に立たされた。
フランスの介入は当然ながら海上で始まり、決着の着かないことが多かったが、1780年にロシャンボー伯爵が6,000名の将兵を連れてアメリカに渡ったことで状況が変化した。6,000名のフランス軍は既にサバンナの戦いで3,000名のイギリス軍と対峙していたが、フランス軍の攻撃が功を焦り準備もできていなかったので結果的に失敗した。1781年のチェサピーク湾の海戦では、イギリス艦隊の一部を逃避させ残りを破壊したので、チャールズ・コーンウォリスをヨークタウンで包囲することになった。コーンウォリスは約束されたイギリス軍の援兵を宛てもなく待たされていた。コーンウォリスは陸では大陸軍とフランス軍に、海上はフランス艦隊に抑えられた。同盟フランス軍は10月17日のヨークタウンでパトリオット（愛国派）が決定的な勝利を得るために重要な役割を演じた。もしド・グラス提督のフランス艦隊がいなかったら、この勝利はなかった。無益な抵抗の後に、コーンウォリスは10月19日に正式に降伏した。主要な戦闘は終わり、その後は小競り合いに終始した。しかし、イギリスが正式に休戦するのは1783年のことだった。
フランスとイギリスの艦隊の激突は地球規模に広がった。アンティル諸島では、イギリスとフランスが交互にその支配を行い、1782年のセインツの海戦でイギリスが支配することになった。スペインとフランスの連合艦隊がイギリス艦隊を破り、メノルカ島を1782年2月に抑えた（メノルカ島侵攻）。インドではフランスと同盟したマイソール王国がイギリスの支配を打ち破った。フランスは1783年にサンピエール島・ミクロン島をイギリスから奪取した。しかし、フランスとスペインが共同で行ったジブラルタル包囲戦は失敗し、ジブラルタル半島はイギリスの支配に残った。
アメリカ本土での決定的な勝利のゆえに、フランスはパリでの交渉を有利に進めることができた。

## 休戦および結末
ヨークタウンの包囲戦が始まってから、大陸軍のベンジャミン・リンカーン将軍はイギリス軍との秘密の交渉についてフランス軍に教えたことがなかった。交渉は直接ロンドンとワシントンの間で進められた。イギリスは13植民地に対する支配を諦め、五大湖から南とミシシッピー川から東の領土の領有を認めた。しかし、フランスは、アメリカとイギリスの間の和平交渉に加わらなかったので、フランスとアメリカの間の同盟関係が崩れた。このためにその後の和平協定の交渉でフランスとスペインの影響力が薄れた。

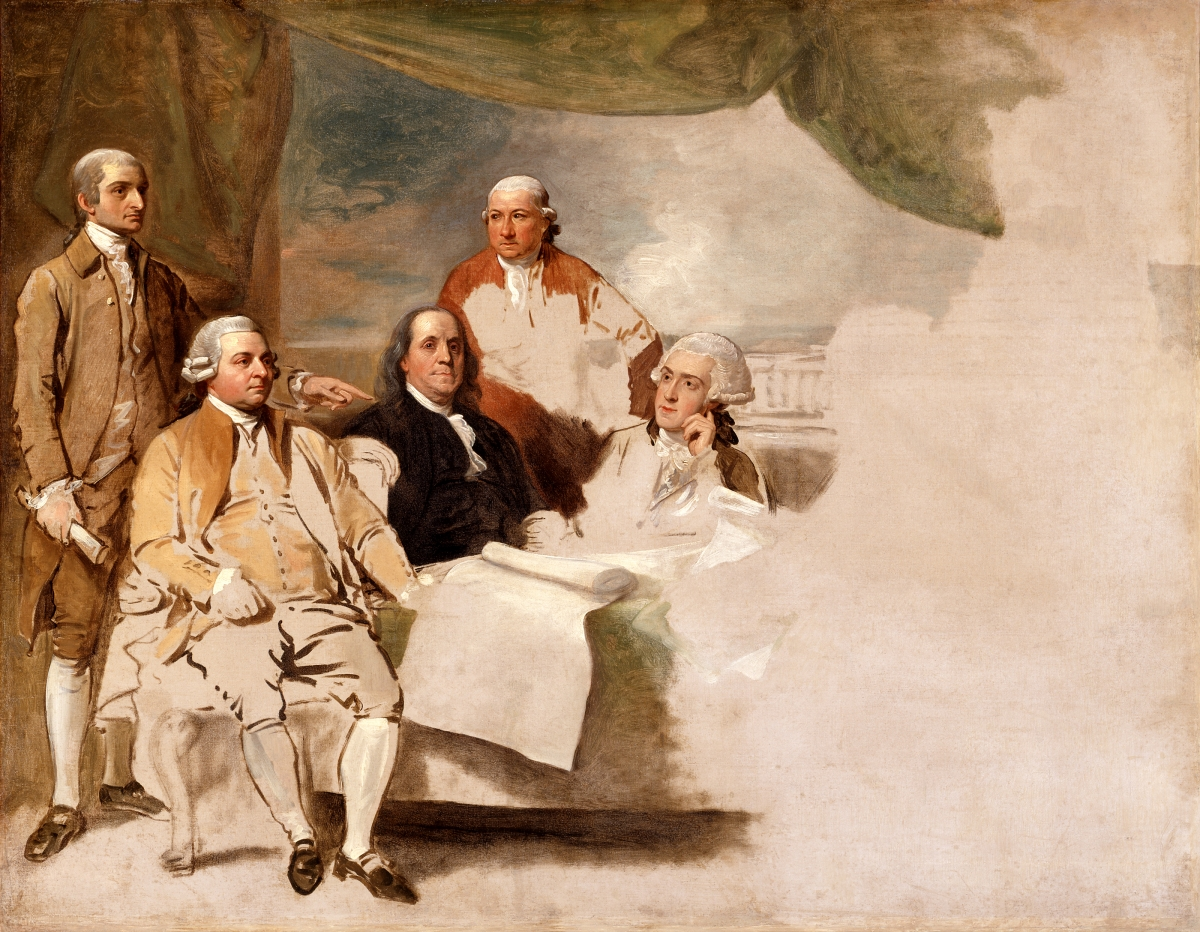
1783年パリ条約の批准。イギリス代表は絵に描かれることを拒んだ。

1783年9月、パリ条約で条件付き勝利が宣言された。フランスはアメリカ、アフリカおよびインドにおける領地を回復した。1763年パリ条約と1713年ユトレヒト条約で失った領土のうち、トバゴ島、セントルシア、セネガル川領域、ダンケルクを回復し、テラ・ノヴァの漁業権が増加した。スペインはフロリダとメノルカを回復したが、ジブラルタルはイギリスの手に残った。
フランスの戦争への介入は遠距離でかつ海軍を使ったものになったので、10億リーブル以上の戦費が使われた。フランスの国家財政は悲惨な状態となり、一方でジャック・ネッケルが税率を上げずに負債を払うために借金を重ねたため、著しく景気も後退していた。国家財政担当官のカロンヌは、赤字の解消のために貴族や聖職者の財産に税金をかけることを試みたが、解職され追放されるという憂き目にあった。
フランスの財政を健全化するために必要な改革は、政情不安のゆえに弱められた。戦争中の貿易は著しく減っていたが、1783年には回復していた。
戦争はフランスの権威と誇りにとって極めて重要であり、ヨーロッパの主導者としての役割を復権させた。しかし、フランスは多額の軍事費を使ったにも拘わらず、アメリカの主要貿易相手国とはならなかった。フランスの軍隊は遠距離遠征を行い10億リーブル以上を使ったために、フランスの負債33億1500万リーブルに追加されることになった。
フランス参戦のもう一つの結果といえば、啓蒙主義の誇りを新たに得たことである。これは1776年アメリカ独立宣言、1783年アメリカの勝利、さらに1787年アメリカ合衆国憲法の公布で印象づけられ、自由主義の特権階級は満足した。しかし、他にも大きな影響があった。ヨーロッパの保守主義が神経質になり、貴族階級はその地位の保全のために対策を打ち始めた。1781年5月22日のセギュール条例では、軍隊の上級士官に一般人が昇進することを制限し、貴族のために留保した。ブルジョワジーの挫折が始まった。